# Alex Čubrevič
Aleksej Čubrevič, detto Alex (in russo Алексей Чубревич?, in ebraico אלכס צ'וברביץ‎?; Komsomol'sk-na-Amure, 23 luglio 1986), è un cestista russo naturalizzato israeliano.

## Palmarès

### Squadra
- Campionato israeliano: 1

Maccabi Haifa: 2012-13
- Coppa di Israele: 1

Hapoel Gerusalemme: 2018-19